# Belémská věž
Belémská věž (portugalsky: Torre de Belém) je opevněná věž v Lisabonu, v městské čtvrti Belém. Byla postavena na začátku 16. století v tzv. manuelském stylu, což je finální fáze portugalské pozdní gotiky. Tato obranná, ale přesto elegantní stavba se stala jedním ze symbolů města. Je také jedním z památníků portugalského velmocenského postavení během období velkých námořních objevů na přelomu 15. a 16. století. Roku 1983 byla zařazena, společně s blízkým klášterem řádu Svatého Jeronýma, na seznam Světového dědictví UNESCO.

## Historie
Věž byla postavena jako součást obranného systému v estuárovitém ústí řeky Tejo do moře. Tento systém byl zbudován Janem II. Portugalským (1455–1495), který nechal postavit pevnost v Cascais a pevnost Svatého Sebastiána v Caparice. V rozšiřování tohoto systému pevností pokračoval i jeho nástupce Manuel I. (1495–1521).
Torre de Belém byla vybudována mezi lety 1515 a 1521 vojenským architektem Franciskem de Arruda, který vystavěl několik pevností na portugalských územích v Maroku. Diogo Boitac, první architekt nedalekého kláštera Svatého Jeronýma se mohl také podílet na stavbě věže.
Původně věž stála na malém ostrově na pravé straně řeky, obklopena vodou. Po letech říčních náplav je spojena s pevninou. Byla zasvěcena svatému Vincentovi, který byl patronem Lisabonu.

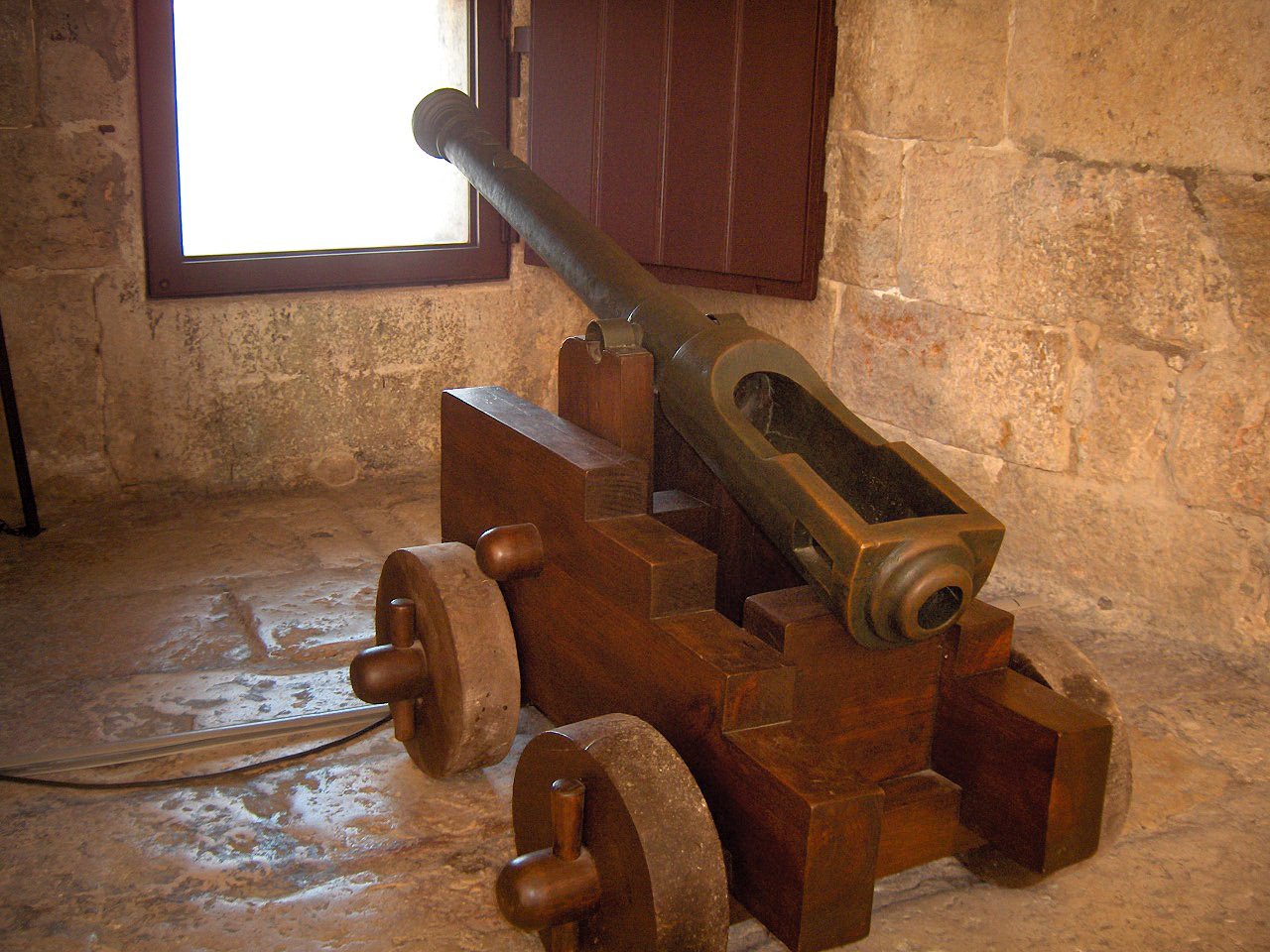
Interiér

Roku 1580, kdy byl Lisabon napaden španělskými vojsky v období boje o portugalský trůn, věž připadla vévodovi z Alby. V následujících stoletích byla Belémská věž využívána také jako vězení (podzemní kobky byly často zaplavovány vodou) a jako celnice.
Ve 40. letech 19. století, během romantismu, došlo k „objevení“ manuelské architektury. V té době byla za přispění spisovatele  Almeidy Garrett a podpory krále Ferdinanda II. věž restaurována v neomanuelském duchu. Roku 1910 byla prohlášena národní památkou. Na dobových fotografiích z počátku 20. století je na její terase zachycena pravděpodobně kovová konstrukce majáku v podobě věžičky.

## Umění a architektura

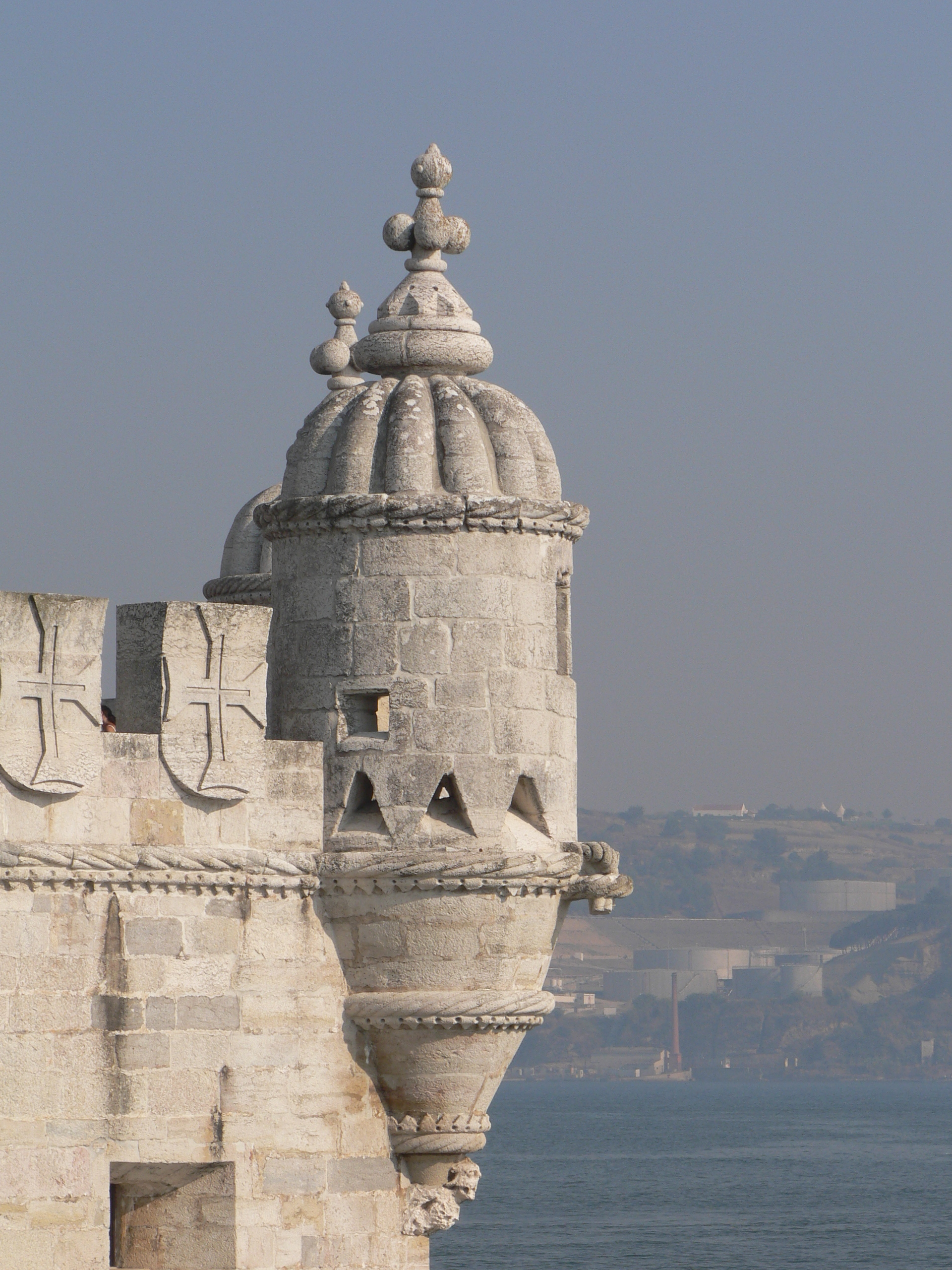
Detail exteriéru věže

Belémská věž je považována za jednu z hlavních staveb manuelského stylu. Věž je zdobena manuelskými motivy jako jsou armilární sféra (symbol Manuela I.), kamennými erby s kříži řádu Kristova, kroucenými provazy, smyčkami, propracovanými žebrovými klenbami a dalšími. Některé prvky pocházejí z 19. století.

Věž je možno rozdělit na dvě části, baštu, jejíž tvar je nyní nepravidelný – šestiúhelník, a vlastní hranolovou pětipatrovou věž, vloženou do těla bašty na severní straně .
Bašta má klenutý sál (kasematy) s otvory pro 17 děl v 3,5 m silných zdech. Otvory na stropě kasemat umožňovaly větrání. Terasa bašty mohla být také používána pro lehké zbraně. Bylo to první použití dvoupatrového vyzbrojení v portugalském opevnění. V rozích bašty jsou věžičky zakončené maursky vypadajícími kupolemi. Na konzolách věžiček jsou zobrazena zvířata, například hlava nosorožce, první zobrazení tohoto zvířete v Západní Evropě. Tento nosorožec pravděpodobně zpodobňuje prvního nosorožce dovezeného do Evropy z Indie, jehož Manuel I. poslal jako dar papeži roku 1515. Na terase před věží stojí socha Madony s dítětem, patronky portugalských námořníků a objevitelů.
Vchod do věže je zdoben portálem s mnoha manuelskými motivy. Na věži najdeme sochy svatého Vincenta a svatého Michaela. Na jižní straně prvního patra jsou patrné benátské vlivy v podobě kryté renesanční lodžie.
Věž je 35 metrů vysoká, má čtyři patra a terasu, která nabízí krásné výhledy na okolní krajinu. Patra jsou dostupná po úzkých spirálových schodech. V prvním patře byla místnost velitele, dnes nazvaná „Sala do Governador“. Druhé patro s „Královským sálem“ (Sala dos Reis) má klenutý strop, zdobený krb a kryté balkony na každé straně. Ve třetím patře je audienční sál, ve čtvrtém patře je kaple s hvězdicovou žebrovou klenbou, v nejvyšším, pátém patře je terasa.
Z vnější výzdoby věže zaujme i kamenný provaz obepínající pevnost a tvořící smyčku v úrovni mezi prvním a druhým patrem na severní straně věže, což je opět jeden ze znaků manuelské architektury.

### Zajímavost
První nosorožec dovezený do Evropy sice zahynul při ztroskotání lodi cestou do Říma, jeho podoba se nám však dochovala nejen na Belémské věži, ale i na grafickém listu Albrechta Dürera, kterému jej zprostředkoval významný moravský knihtiskař, geograf a vědec Valentim Fernandes de Morávia. Ten v té době působil v Lisabonu a právě i u dvora krále Manuela I.